# 新斉都媛
新斉都媛（しせつひめ、朝鮮語: 신제도원）は、百済の第18代の王・直支王の妹。

## 人物
『日本書紀』応神天皇三十九年二月条によると、428年頃に新斉都媛は7人の婦女を連れて倭国に渡ったという。
韓国では、倭国王権の男性と婚姻して移住したものと推定される、という主張がある。一方、「これらの記述がどこまで史実を反映しているのか、もちろん定かではない」という指摘がある。

## 家族
- 兄：直支王